# 2014 RC
2014 RC — небольшой околоземный астероид, открытый 31 августа 2014 года в рамках Каталинского небесного обзора. В следующую ночь наблюдался системой телескопов Pan-STARRS.

## Физические характеристики
Исследования с помощью радара позволили установить размер 2014 RC, который составляет около 22 метров.
Время вращения астероида вокруг оси составляет всего 15,8 секунды. На данный момент это абсолютный рекорд среди всех известных тел Солнечной системы (предыдущий рекордсмен 2010 JL88 имеет период 24,6 секунды).
Исходя из высокой скорости обращения, представляет собой монолитное тело, а не кучу щебня. Относится к спектральному классу Sq.

## Сближение с Землёй
7 сентября 2014 года в 18:01 по UTC (22:01 по МСК) он прошёл на расстоянии 33 550 километров от поверхности Земли примерно над Новой Зеландией. Этот пролёт стал семнадцатым по близости к Земле среди всех известных пролётов астероидов. Видимая звёздная величина объекта составила +11,5m, что не позволяло наблюдать его невооружённым глазом.
Настолько тесное сближение немного изменило траекторию астероида из-за влияния земной гравитации.
| Параметры        | Эпоха                  | Афелий (Q) | Перигелий (q) | Большая полуось (a) | Эксцентриситет (e) | Орбитальный период (p) | Наклонение (i) | Долгота восходящего угла (Ω) | Средняя аномалия (M) | Аргумент перицентра (ω) |
| ед. изм.         |                        | а.е.       | а.е.          | а.е.                |                    | (дни)                  | (°)            | (°)                          | (°)                  | (°)                     |
| ---------------- | ---------------------- | ---------- | ------------- | ------------------- | ------------------ | ---------------------- | -------------- | ---------------------------- | -------------------- | ----------------------- |
| До пролёта       | 1 сент. 2014           | 1.9488     | 0.8344        | 1.3916              | 0.4004             | 599.62                 | 1.4395°        | 345.48°                      | 326.12°              | 65.879°                 |
| Во время пролёта | 7 сент. 2014 18:02 UTC | 2.0284     | 0.8150        | 1.4217              | 0.4267             | 619.17                 | 1.4217°        | 345.09°                      | 330.91°              | 68.602°                 |
| После пролёта    | 1 окт. 2014            | 1.8042     | 0.8207        | 1.3124              | 0.3747             | 549.18                 | 4.5744°        | 345.01°                      | 340.41°              | 71.187°                 |

Примечательно, что 6 сентября в 23:04 по местному времени (7 сентября в 09:04 по МСК) в окрестностях аэропорта Манагуа упал метеорит, оставив кратер диаметром 12 метров и глубиной 5,5. По словам Умберто Гарсиа из Астрономического центра Национального автономного университета Никарагуа, осколок вполне мог быть частью астероида 2014 RC. Позже NASA опровергла связь между данными событиями.
Сам астероид опасности не представляет, однако учёные планируют пристально за ним следить. В будущем ожидаются новые сближения.

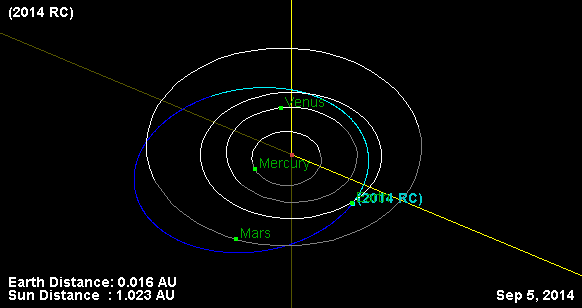
Орбита астероида 2014 RC и его положение в Солнечной системе